# Xcode
Xcode er en samling af værktøjer udviklet af Apple til programmering og udvikling af computerprogram til styresystemerne OS X og iOS. Den første version blev udgivet i 2003 og den seneste version er 7.0.1 (2015), og den er tilgængelig hos Mac App Store gratis for brugere af OS X Lion, OS X Mountain Lion og OS X Mavericks.